# Frédérick Lemaître
Frédérick Lemaître, nome d'arte di Antoine-Louis Prosper Lemaître (Le Havre, 21 luglio 1800 – Parigi, 26 gennaio 1876), è stato un attore teatrale francese.
Fu personaggio dominante delle scene parigine fra il 1830 e il 1870 e uno dei protagonisti per eccellenza del Boulevard du Crime. Ottenne il successo creando una figura inedita del bandito Robert Macaire nel dramma L'auberge des Adrets di Saint-Amand, Antier e Polyanthe, allestito per la prima volta il 12 luglio 1823.

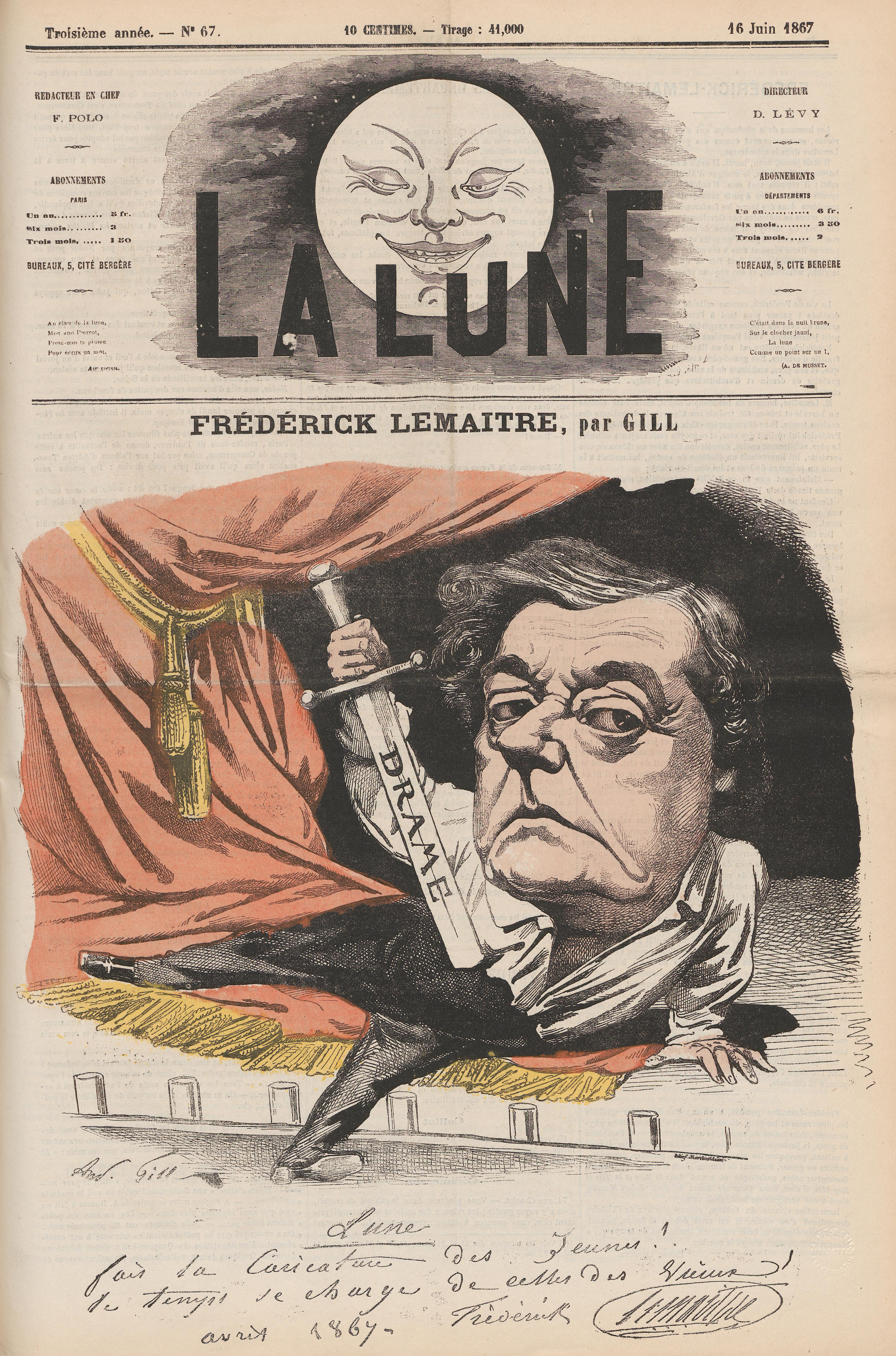
Caricatura di Frédérick Lemaître, firmata da André Gill, 1867

## Biografia
Figlio di un architetto, nel 1819 si trasferì a Parigi per studiare al Conservatorio dove terminò gli studi di arte drammatica senza però riuscire ad accedere alle rappresentazioni del Teatro dell'Odéon a causa della sua indisciplina. Si produsse dapprima in piccole compagnie di varietà, per poi scalare pian piano il successo con compagnie più celebri dell'epoca, come quella del Théâtre de l'Ambigu-Comique e del Théâtre de la Porte Saint-Martin.
Di alta statura, possedeva spalle larghe ma mani e piedi minuti. La sua andatura era caratterizzata da un incedere nobile e dignitoso, sebbene molti gesti sul palcoscenico apparissero alquanto animaleschi, al limite della volgarità per i canoni di un tempo.
Interprete romantico per eccellenza, fu l'incarnazione dell'attore mattatore, connotando la recitazione di cliché colmi di pathos.
Un difetto dell'apparato vocale lo costrinse ad una declamazione ancora più lenta, marcata ed accentuata dei colleghi coevi, necessitando, dunque, un utilizzo estremamente esagerato ed ampio del gesto e dell'azione, nel rispetto dei canoni dell'arte drammatica classica di allora.
Nel corso della sua vita divenne un alcolista, presentandosi non di rado in scena completamente ubriaco: questa divenne una condizione quasi quotidiana negli ultimi anni di vita, tanto che non si può non accostare questo periodo alla decadenza della sua carriera.